# Can Carner
Can Carner és una masia del municipi de Castellar del Vallès (Vallès Occidental) inclosa en l'Inventari del Patrimoni Arquitectònic de Catalunya. És una masia de planta quadrada i teulada a quatre vessants, amb dos cossos adossats, que transcorre al llarg dels murs laterals formant, d'aquesta manera, una teulada més baixa d'un sol aiguavés en cadascun dels cossos.

## Descripció
La proporció de la façana resulta simètrica malgrat els cossos adossats. A tres finestres que hi ha sota el teulat li corresponen tres balcons de la segona planta, marcant una línia de continuïtat en els vanos. Els tres balcons estan flanquejats per dos obertures més, també amb barana de forja i que pertanyen als cossos adossats. L'edifici aconsegueix així una simetria malgrat les ampliacions. Les teulades són poc inclinades i els ràfecs d'escassa sortida.

## Història
Antigament era anomenada Casa Carner del Pla. Guillem de Carner, sacerdot de Castellar del Vallès, hi vivia el 1274. Jaume Carner fou el batlle de Castellar el 1493 i Jaume Descarner, probablement el seu fill, ho va ser també l'any 1530.